# Randig basilisk
Randig basilisk (Basiliscus vittatus) är en ödleart som beskrevs av Wiegmann 1828. Randig basilisk ingår i släktet basilisker (Basiliscus), och familjen Corytophanidae. Inga underarter finns listade.
Artepitetet i det vetenskapliga namnet är bildat av det latinska ordet vittatus (band). Det syftar på utväxten på hannens huvud som liknar ett band.

## Utseende
Typisk för hannar är en stor kam på huvudet. Honor har en liknande kam som är betydlig mindre. Dessutom förekommer hos hannar en kam på ryggens och svansens topp. Hos honor finns där endast fjäll med köl. Med en kroppslängd (huvud och bål) av cirka 17 cm och en absolut längd av ungefär 60 cm är hannar större än honor. De blir utan svans 14 till 15 cm långa och hela längden är omkring 55 cm. Typisk är ganska smala extremiteter. Kännetecknande för hannar är den bruna till olivgröna grundfärgen med två längsgående strimmor på varje sida av ryggens mitt som är gulaktiga. Ofta finns liknande strimmor längre ner på kroppen. Den ljusbruna undersidan kan ha röda eller rosa nyanser. Området mellan ögonen och munnen samt en anslutande strimma fram mot armarna är vit till gul. På benen och på svansen syns ibland otydliga tvärstrimmor. Honor har en ljusbrun grundfärg och rödbruna till gråbruna strimmor. På ryggen finns 6 till 7 fläckar. Typisk för honans svans är gulbruna och mörkbruna band. Exemplaren har en gulgrön till gulbrun regnbågshinna.

## Utbredning
Randig basilisk förekommer i Mexiko (delstaterna Tamaulipas, Jalisco, Yucatan, Veracruz, Tabasco, Campeche, Quintana Roo, Chiapas, Oaxaca, Guerrero, Mochocán, Colima och Puebla), Nicaragua, Guatemala, El Salvador, Honduras, Belize, Panama och Costa Rica. Det är osäkert om den finns i Colombia. Arten förekommer i låglandet och i bergstrakter upp till 1500 meter över havet.
Den har introducerats till Florida i USA.

## Ekologi
Artens habitat är tropiska och subtropiska skogar, från regnskogar till torrskogar. Den återfinns ofta i tät vegetation nära vatten. Honor lägger 3 till 8 ägg per tillfälle.
Exemplaren har främst insekter som föda som kompletteras med några bär. De uppsöker över en längre tid samma gömställen under natten som ligger en till fyra meter ovanför marken. Individerna håller sig fast på en kvist som böjs av vikten nedåt så att ödlan har sitt huvud upprätt. Efter störningar uppsöks gömstället inte för cirka fyra dagar. Exemplar som känner sig hotade springer på bakbenen och de kan korsa mindre vattendrag. Förmågan har de på grund av en remsa med små utväxter på bakbenens kant. Utskotten är i viloläge hoprullade. Randig basilisk kan även dyka.
På grund av förmågan att gå på vatten har ödlan i Mexiko smeknamnet Lagartija de Jesú Cristo (Jesus ödla).
Ungar blir könsmogna när de är cirka 10 cm långa (utan svans). Några honor lägger under tre tillfällen ägg per år. Äggen är cirka 11 mm bred och 17 mm långa samt 1,2 g tunga. De kläcks efter 50 till 55 dagar.
Randig basilisk faller offer för olika ormar och rovlevande fåglar. Den äldsta individen i fångenskap levde 5 år och 11 månader.

## Hot
För beståndet är inga hot kända. Hela populationen anses vara stabil. IUCN listar arten som livskraftig (LC).